# Довге озеро (Глибоцький район)
Довге озеро (біл. Доўгае) — озеро в Глибоцькому районі Вітебської області в басейні річки Шоші (басейн Західної Двіни). Найглибше озеро Білорусі.

## Опис
Площа поверхні озера — 2,19 км², довжина — близько 7 км, найбільша ширина — 0,7 км, середня — 0,4 км. Максимальна глибина досягає 53,7 м, середня — 16,6 м. Об'єм води — 43,17 млн. м³, площа водозбору — 30,4 км².
Озеро Довге мезотрофне, слабко протічне. Для повної зміни води потрібно не менше 6 років. Водна маса стратифікована, з великим вмістом кисню у всій товщі.
Впадають струмки з озер Свядово і Псуя, витікає струмок в озеро Шо.
Недалеко від озера розташовані села Довге, Зябки, Кривці.

## Улоговина та рельєф
Озеро займає типову улоговину з видолинками, сильно витягнуту з північного заходу на південний схід. Схили улоговини висотою від 10 метрів на північному заході і південному сході до 25-30 метрів з інших боків. Схили круті, із суглинків. Берегова лінія Довгого озера звивиста, довжиною 14,9 км. Береги зливаються зі схилами улоговини. Підводна частина улоговини має круті схили. Озерна чаша з глибини 3 м має коритоподібну форму. Уздовж середини озера є кілька глибоких западин. Зона мілководдя піщана і піщано-галькова, місцями з валунами. У глибоководній частині дно мулисте, в затоках покрите сапропелем.

## Флора та фауна
Через особливість будови улоговини озеро заростає слабо. Прибережні зарості дуже вузькі, і лише на мілководді північного заходу і південного сходу зустрічаються рослини з плаваючим листям. Надводна рослинність поширюється на відстань до 25 метрів від берега, місцями відсутня. Підводна рослинність поширена до глибини 5-7 метрів (роголисник і рдесник блискучий), на схилах субліторалі до глибини 15 м — водяні мохи фантіналіс.
В озері водяться вугор, лящ, щука, окунь, плітка, минь, лин та інші види риб. Тут також помічено рідкісного рачка Limnocalanus macrurus (реліктовий вид льодовикового періоду).

## Екологія
Природна унікальність озера, чистота води, а також проживання рідкісних видів тварин послужили причиною того, що в 1979 р. озеро Довге було оголошено гідрологічним заказником республіканського значення «Довге».